# Iraq ai Giochi della XXXII Olimpiade
L'Iraq ha partecipato ai Giochi della XXXII Olimpiade, che si sono svolti a Tokyo, Giappone, dal 23 luglio all'8 agosto 2021 (inizialmente previsti dal 24 luglio al 9 agosto 2020 ma posticipati per la pandemia di COVID-19) con quattro atleti, due uomini e due donne.
Si è trattato della quindicesima partecipazione di questo paese ai Giochi estivi.

## Delegazione
| Sport            | Uomini | Donne | Totale |
| ---------------- | ------ | ----- | ------ |
| Atletica leggera | 1      | 0     | 1      |
| Canottaggio      | 1      | 0     | 1      |
| Tiro             | 0      | 1     | 1      |
| Totale           | 2      | 1     | 3      |

## Atletica leggera
| Q | Qualificato al turno successivo per la posizione in qualificazione                                                           |
| q | Qualificato per il turno successivo per ripescaggio o, negli eventi su campo, conquistando la misura minima per qualificarsi |

Maschile
Eventi su pista e strada
| Atleta              | Evento      | Batteria  | Batteria  | Semifinale      | Semifinale      | Finale          | Finale          |
| Atleta              | Evento      | Risultato | Posizione | Risultato       | Posizione       | Risultato       | Posizione       |
| ------------------- | ----------- | --------- | --------- | --------------- | --------------- | --------------- | --------------- |
| Taha Hussein Yaseen | 400 m piani | 46"00     | 6º        | Non qualificato | Non qualificato | Non qualificato | Non qualificato |

## Canottaggio
| FA   | Qualificato in finale A (per le medaglie)     |
| FB   | Qualificato in finale B (non per le medaglie) |
| FC   | Qualificato in finale C (non per le medaglie) |
| FD   | Qualificato in finale D (non per le medaglie) |
| FE   | Qualificato in finale E (non per le medaglie) |
| FF   | Qualificato in finale F (non per le medaglie) |
| SA/B | Semifinali A/B                                |
| SC/D | Semifinali C/D                                |
| SE/F | Semifinali E/F                                |
| QF   | Qualificato ai quarti di finale               |
| R    | Ripescaggio                                   |

Maschile
| Atleta              | Evento  | Batteria | Batteria  | Ripescaggio | Ripescaggio | Quarti  | Quarti    | Semifinali | Semifinali | Finale  | Finale    |
| Atleta              | Evento  | Tempo    | Posizione | Tempo       | Posizione   | Tempo   | Posizione | Tempo      | Posizione  | Tempo   | Posizione |
| ------------------- | ------- | -------- | --------- | ----------- | ----------- | ------- | --------- | ---------- | ---------- | ------- | --------- |
| Mohammed Al-Khafaji | Singolo | 8'57"01  | 5° R      | 7'41"72     | 2° QF       | 8'03"55 | 6° SC/D   | 7'21"52    | 4° FD      | 7'18"65 | 22°       |

## Tiro a segno/volo
Femminile
| Atleta           | Evento                     | Qualificazione | Qualificazione | Finale          | Finale          |
| Atleta           | Evento                     | Punteggio      | Classifica     | Punteggio       | Classifica      |
| ---------------- | -------------------------- | -------------- | -------------- | --------------- | --------------- |
| Fatimah Al-Kaabi | Pistola 10m aria compressa | 556            | 51ª            | Non qualificata | Non qualificata |